# Голод в Эфиопии (1983—1985)
Голод в Эфиопии 1983—1985 годов (также известный как Великий эфиопский голод) — бедствие, затронувшее территории современных Эритреи и Эфиопии с 1983 по 1985 годы. 
Этот массовый голод стал крупнейшим из поразивших страну в XX столетии. В северной Эфиопии голод привёл к более чем 400 000 жертв. Другие области Эфиопии испытали голод по подобным же причинам, приведшим к десяткам тысяч смертей. Трагедия имела место в свете продолжавшихся более двух десятилетий мятежей и гражданской войны.

## Причины голода
Голод начался в 1983 году на севере Эфиопии, особенно в регионе Тыграй. Он был вызван засухой, но усугублялся региональными ограничениями на торговлю и передвижение крестьян. В некоторых местах, где было сильно влияние повстанцев Народного фронта освобождения Тыграй, сельские рынки могли просто расстрелять с воздуха. Голод использовали как метод борьбы с повстанцами через воздействие на поддерживавших их крестьян. Режим Дерг, который возглавлял Менгисту Хайле Мариам, пытался заставить голодающее население повстанческих районов Тыграй и Эритреи отправиться в центры сбора, откуда людей вывозили в малонаселенные южные регионы страны, не затронутые голодом, и селили в так называемых «новых сёлах». Планировалось переселение 1,5 млн человек, но в 1984-1988 годах реально было переселено 600 тысяч человек, при этом десятки тысяч человек погибли от болезней, в частности, малярии.

## Гуманитарная помощь
Репортаж Би-Би-Си о голоде в Эфиопии в октябре 1984 года ошеломил ирландского панк-рок музыканта Боба Гелдофа. Гелдоф побывал в Эфиопии, чтобы самому оценить ситуацию. Вместе с шотландским гитаристом Миджем Юром он записал песню Do They Know It's Christmas? для сбора средств на гуманитарную помощь. По инициативе Гелдофа в июле 1985 года был организован благотворительный концерт Live Aid на стадионе Уэмбли в Лондоне, который собрал более 70 000 зрителей и более миллиарда человек телевизионной аудитории. В тот же день в США в Филадельфии прошёл аналогичный концерт с участием Мадонны, Led Zeppelin, Duran Duran, Боба Дилана и других американских звезд. Была создана группа USA for Africa с участием Стиви Уандера, Дайаны Росс, Тины Тёрнер, Майкла Джексона, Лайонела Ричи, Боба Дилана и многих других американских певцов и музыкантов, которая записала песню We are the World, ставшую очень известной.
Самолеты с западной гуманитарной помощью едва успевали принимать в эфиопских аэропортах. СССР помогал Эфиопии с транспортировкой гуманитарных грузов самолетами, вертолётами и грузовиками; советские транспортные отряды, военные советники и переводчики участвовали в доставке хлеба голодающим:

Из крупных зернохранилищ в Аддис-Абебе везли хлеб в те районы, куда свозили с севера людей. Едешь, а впереди движется группа людей, на скелеты похожих. Бросали из машин сухари, они их ловили, грызли. Было психологически тяжело постоянно видеть вокруг умирающих людей.

При этом, как писал эфиопский исследователь Маршет Тадессе Тессема, правящий режим манипулировал помощью жертвам голода, направляя её в контролируемые армией районы и блокируя помощь территориям, которые не контролировал.